# Tourteron
Tourteron is een gemeente in het Franse departement Ardennes in de regio Grand Est en maakt deel uit van het arrondissement Vouziers. Tourteron telde 178 inwoners op 1 januari 2022.

## Geschiedenis
Tourteron was de hoofdplaats van het gelijknamige kanton tot het op 22 maart 2015 werd opgeheven en de gemeenten werden opgenomen in het kanton Attigny.

## Geografie
De oppervlakte van Tourteron bedraagt 8,83 vierkante kilometer; Op 1 januari 2022 was de bevolkingsdichtheid 20,2 inwoners per km².
De onderstaande kaart toont de ligging van Tourteron met de belangrijkste infrastructuur en aangrenzende gemeenten.

## Demografie
Onderstaande figuur toont het verloop van het inwonertal.
Vanwege een beveiligingsprobleem met de MediaWiki Graph-software is het momenteel niet mogelijk deze grafiek weer te geven. Zodra de software is bijgewerkt zal de grafiek vanzelf weer zichtbaar worden.

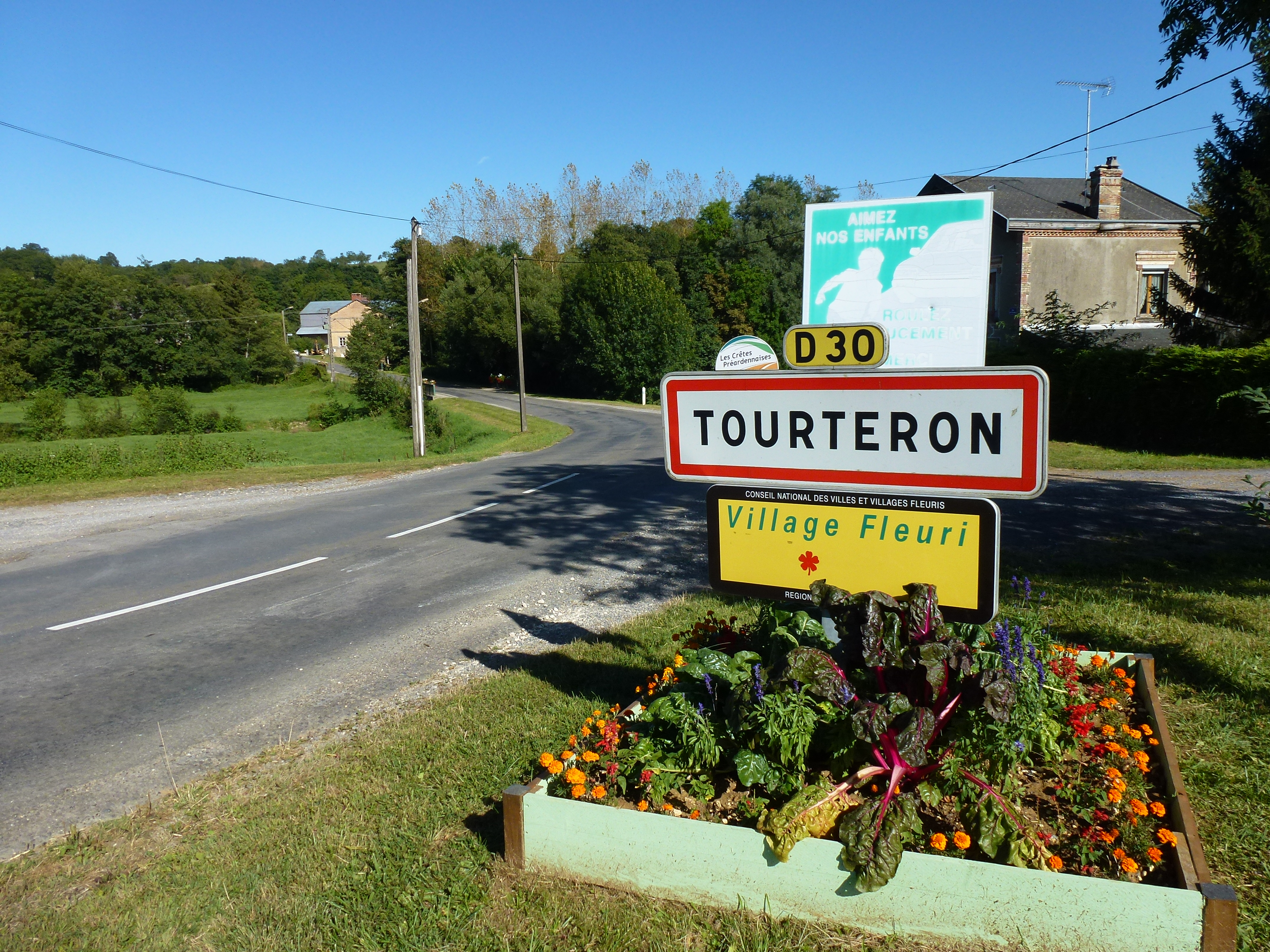
Entree van Tourteron
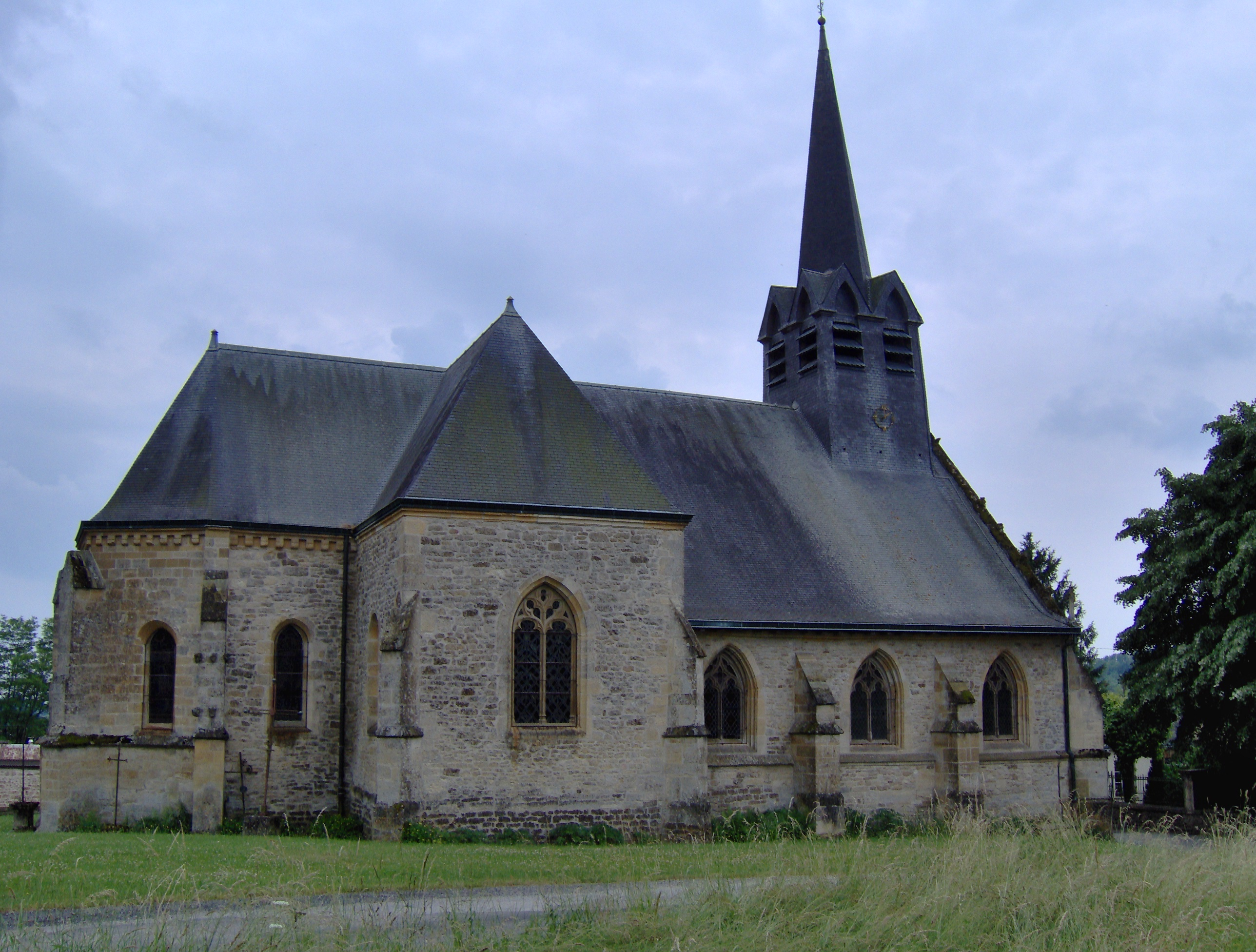
Kerk Saint-Brice
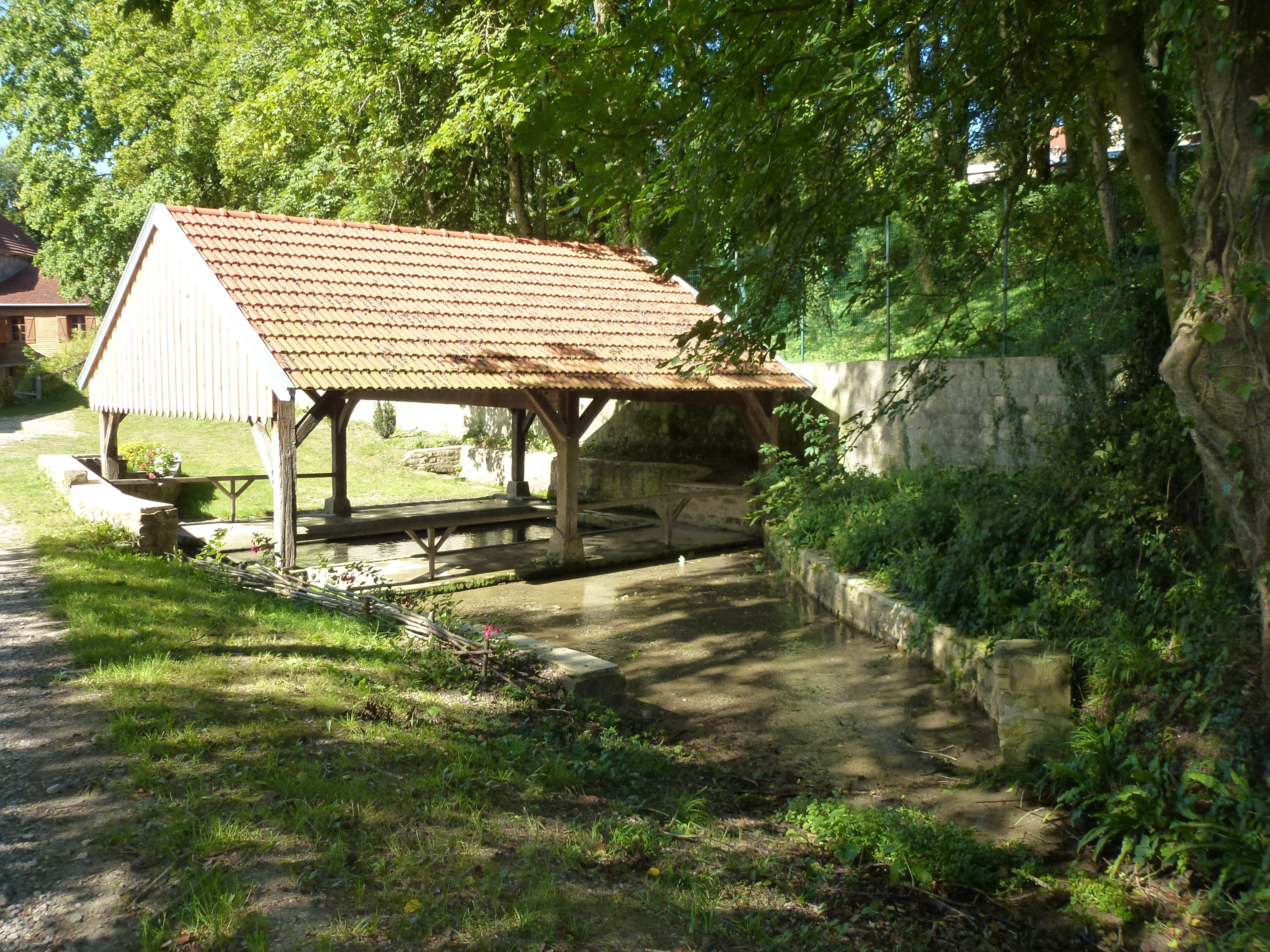
Wasplaats
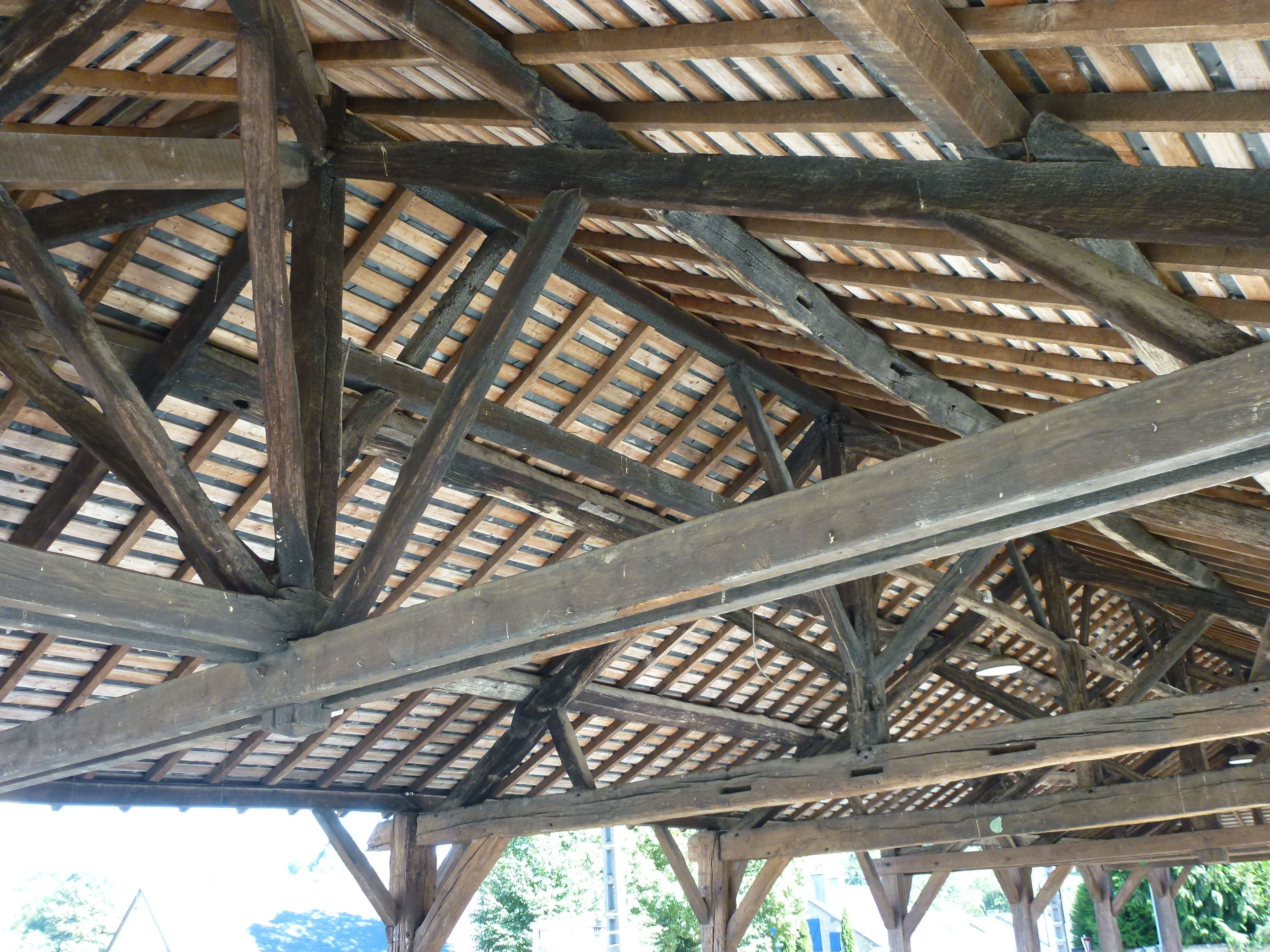
De markthallen
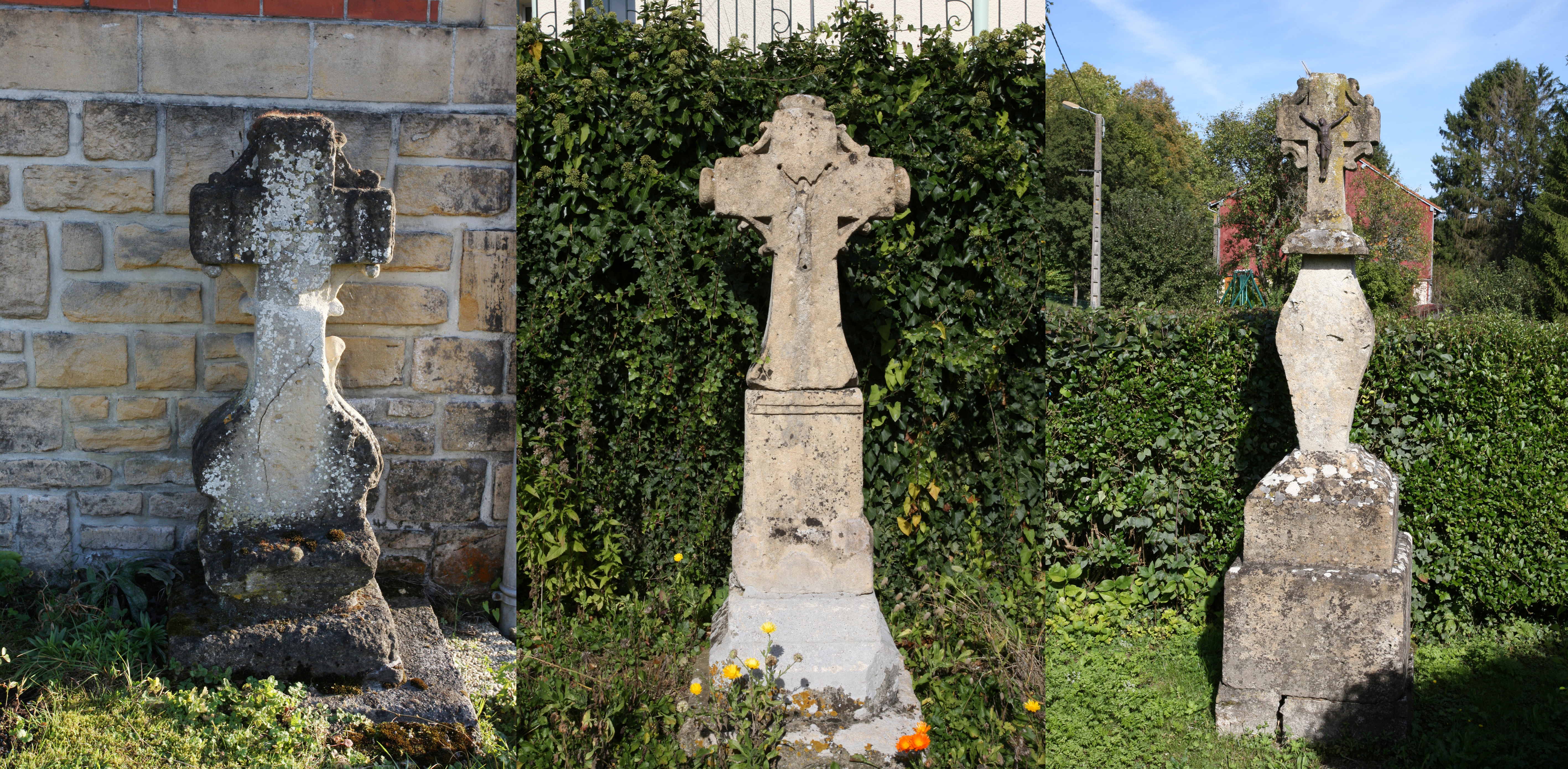
De 3 wegkruisen van Tourteron